# ريكي تومسون
ريكي تومسون (بالإنجليزية: Ricky Thompson)‏ هو لاعب كرة قدم أمريكية أمريكي، ولد في 15 مايو 1954 في إل باسو في الولايات المتحدة.

## وصلات خارجية
- ريكي تومسون على موقع مرجع كرة القدم المحترفة.كوم (الإنجليزية)